# مساحت
مساحت یا پهنه، کمیتی است غیر برداری (اسکالر یا نرده‌ای) که بیانگر انداز‌هٔ سطح یک شکل دو بعدی و یا سطوح احجام سه بعدی است. با آن که نخستین بار مفهوم مساحت در بستر هندسه معرفی شد، رد پای آن در دیگر شاخه‌های ریاضی (همانند حساب انتگرال در آنالیز ریاضی) دیده می‌شود.

## تاریخچه

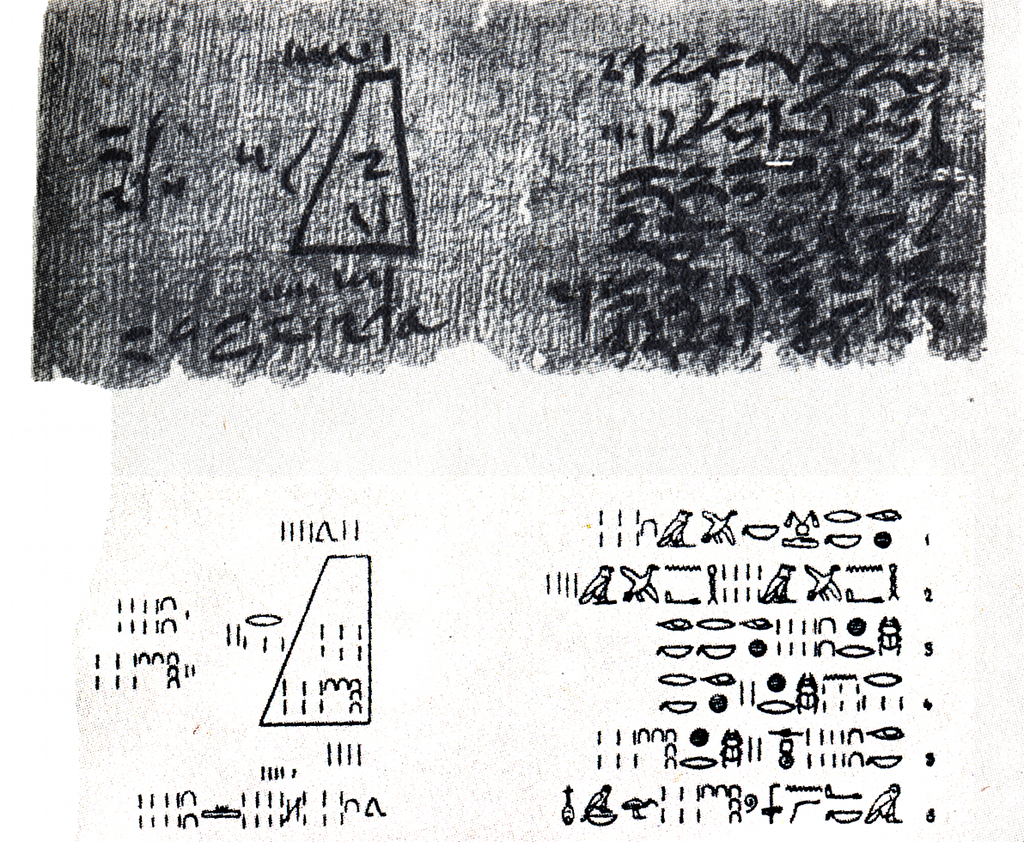
یک مسأله‌ی هندسی و حل آن بر روی یک پاپیروس مصری

همانند بسیاری از مفاهیم پایهٔ ریاضی (که در دوران پیش از مدرن ایجاد شده‌اند) نمی‌توان تعیین کرد که چه فرد یا افرادی برای نخستین بار مفهوم مساحت را معرفی کرده‌اند. با این حال، الواح گلی بابلی و پاپیروس‌های مصری نمایانگر آشنایی این دو تمدن باستانی با مفهوم مساحت‌اند. ریاضیات این دو تمدن در بیش‌تر موارد تخمینی بر روابط حقیقی مساحت اشکال هندسی بودند؛ زیرا بسیاری از مسائل مطرح شده در این الواح و پاپیروس‌ها محاسبهٔ مساحت زمین‌های زراعی در اشکال گوناگون است. در بسیاری از موارد فرمول یکپارچه‌ای برای محاسبه وجود نداشت و هر مسأله با شیوهٔ مخصوص به خود حل می‌شد؛ هرچند شواهدی مبنی بر آشنایی با روابط مساحت اشکال ساده‌ای همانند مربع، مستطیل، مثلث و دایره (با فرض {\displaystyle \pi =3}) یافت شده است.
با ایجاد ریاضیات برهانی توسط یونانیان باستان، فرمول‌های محاسبهٔ مساحت نیز همانند دیگر روابط ریاضی اثبات شدند و مسائل جدیدی همانند پیدا کردن عدد پی و روش افنا مطرح شدند.

## یکای مساحت

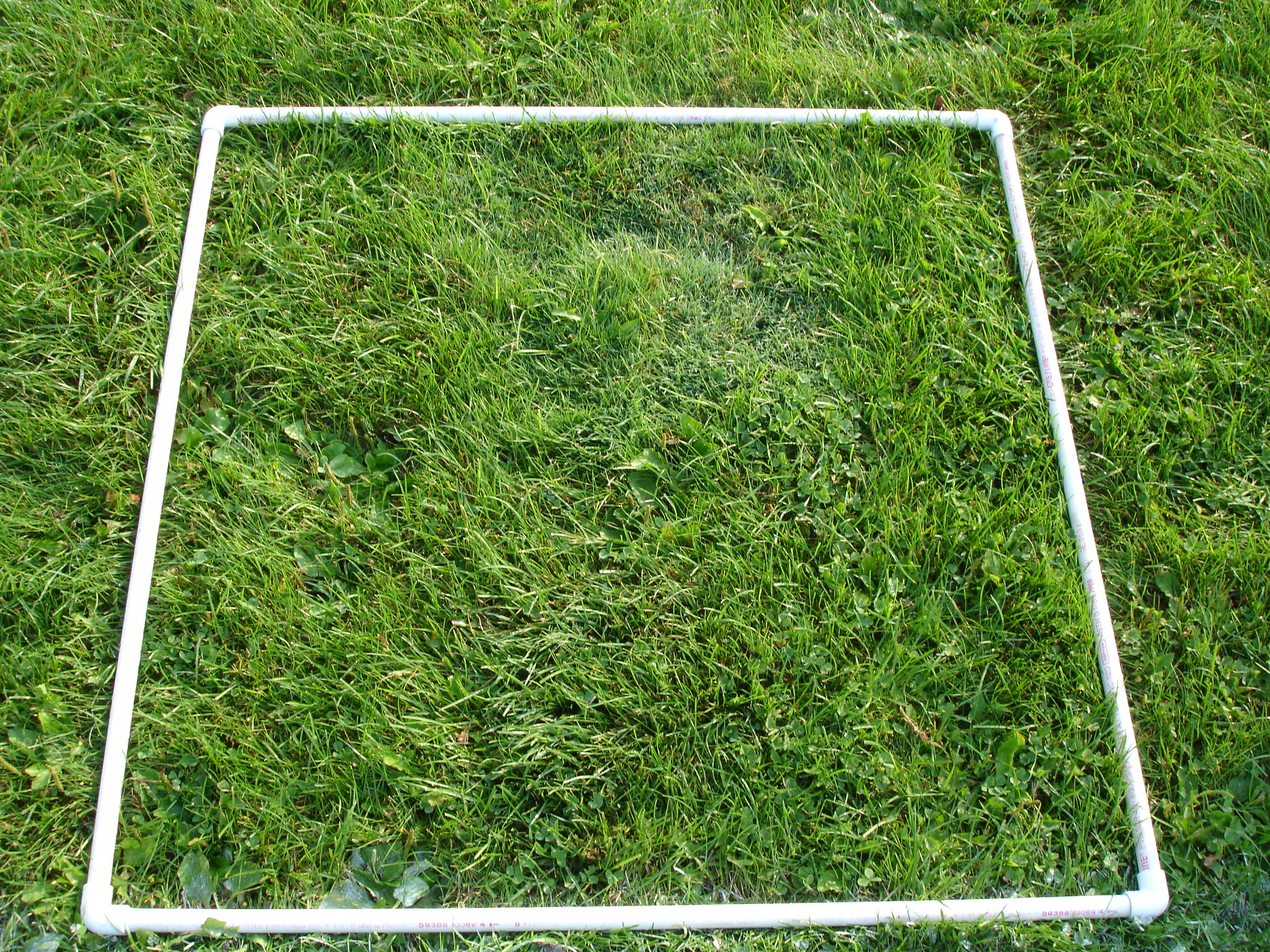
۱ متر مربع از یکا های مساحت

مساحت یک یکای فرعی در سیستم SI است که مبنای آن مساحت مربعی با ضلع یک متر (۱ متر مربع یا m²) است.

### یکای مساحت در ایران
تا پیش از فراگیری واحدهای متریک در ایران، یکای مساحت (همانند دیگر یکاهای رایج آن دوران) مبتنی بر ابعاد و اندازهٔ بدن انسان و همچنین قرارداد بود. یکاهای مساحت در ایران جریب، قفیز و قصبه بودند. جریب مساحتی در حدود ۱۰۰ متر مربع، قفیز حدود ۱۰۰۰ متر مربع (در برخی نقاط ۱۵۰۰ متر مربع) و جریب نیز حدود ۱۰۰۰ متر مربع (در برخی نقاط ۱۱۰۰ متر مربع) بودند. تا سال ۱۳۱۱ خورشیدی و معرفی یکاهای متریک از سوی دولت، این واحدها (با وجود اختلاف در اندازه‌ی آن‌ها در هر نقطه) تنها واحدهای مساحت رایج ایران بودند که به مرور با متر مربع و هکتار جایگزین شدند.

## در هندسه
شاید بتوان شکل پایهٔ محاسبهٔ مساحت را مستطیل دانست؛ زیرا با بسط و گسترش روابط این شکل می‌توان به روابط دیگر شکل‌های هندسی همانند مربع، مثلث، لوزی، متوازی الاضلاع، دایره (با استفاده از محاسبات انتگرال) و ... دست یافت. با استفاده از استدلال و قضایای ریاضی نیز می‌توان مساحت کل احجام منتظم را (با بهره‌گیری از مساحت اشکال پایه) به دست آورد.
برای به دست آوردن مساحت اشکال نامنتظم می‌توان آن‌ها را به پاره‌های منتظم (مانند مثلث، مستطیل، دایره و ...) تفکیک کرد و با تجمیع مساحت این پاره‌ها، مساحت شکل اصلی را به دست آورد. همچنین برای به دست آوردن مساحت کل احجام نامنتظم، می‌توان مساحت هر سطح را جداگانه محاسبه کرد و با یکدیگر جمع بست.

### فرمول‌های مساحت
| شکل                 | فرمول                                                              | متغیرها |
| ------------------- | ------------------------------------------------------------------ | --- |
| مستطیل              | {\displaystyle lw\,\!}                                             | {\displaystyle l} و {\displaystyle w} به ترتیب اندازه طول و عرض مستطیل هستند.                                   |
| مربع                | {\displaystyle s^{2}\,\!}                                          | {\displaystyle s} طول یک ضلع مربع است.                                                                          |
| متوازی الاضلاع      | {\displaystyle bh\,\!}                                             | {\displaystyle b} طول قاعده و {\displaystyle h} ارتفاع عمود بر آن است.                                          |
| لوزی                | {\displaystyle {\tfrac {1}{2}}ab}                                  | {\displaystyle a} و {\displaystyle b} طول دو قطر لوزی هستند.                                                    |
| مثلث متساوی الاضلاع | {\displaystyle {\tfrac {1}{4}}{\sqrt {3}}s^{2}\,\!}                | {\displaystyle s} طول یک ضلع مثلث است.                                                                          |
| مثلث                | {\displaystyle {\tfrac {1}{2}}bh\,\!}                              | {\displaystyle b} و {\displaystyle h} به ترتیب قاعده و ارتفاع هستند                                             |
| مثلث (فرمول هرون)   | {\displaystyle {\sqrt {s(s-a)(s-b)(s-c)}}\,\!}                     | {\displaystyle s} نصف محیط، {\displaystyle a}, {\displaystyle b} و {\displaystyle c} طول هر ضلع هستند.          |
| مثلث                | {\displaystyle {\tfrac {1}{2}}ab\sin(C)\,\!}                       | {\displaystyle a} و {\displaystyle b} دو ضلع دلخواه و {\displaystyle C} زاویه بین شان است.                      |
| ذوزنقه              | {\displaystyle {\tfrac {1}{2}}(a+b)h\,\!}                          | {\displaystyle a} و {\displaystyle b} طول دو ضلع موازی و {\displaystyle h} فاصله بین شان (ارتفاع) است.          |
| شش ضلعی منتظم       | {\displaystyle {\tfrac {3}{2}}{\sqrt {3}}s^{2}\,\!}                | {\displaystyle s} طول یکی از اضلاع است.                                                                         |
| هشت ضلعی منتظم      | {\displaystyle 2\left(1+{\sqrt {2}}\right)s^{2}\,\!}               | {\displaystyle s} طول یکی از اضلاع است.                                                                         |
| چند ضلعی منتظم      | {\displaystyle {\frac {ns^{2}}{4\cdot \tan(\pi /n)}}\,\!}          | {\displaystyle s} طول یک ضلع و {\displaystyle n} تعداد اضلاع است.                                               |
| چند ضلعی منتظم      | {\displaystyle {\tfrac {1}{2}}ap\,\!}                              | {\displaystyle a} شعاع دایره فرضی محیط بر چندضلعی و {\displaystyle p} محیط چندضلعی است.                         |
| دایره               | {\displaystyle \pi r^{2}\ {\text{یا}}\ {\frac {\pi d^{2}}{4}}\,\!} | {\displaystyle r} شعاع و {\displaystyle d} قطر است.                                                             |
| قطاع دایره          | {\displaystyle {\tfrac {1}{2}}r^{2}\theta \,\!}                    | {\displaystyle r} و {\displaystyle \theta } به ترتیب شعاع و زاویه (برحسب رادیان) هستند.                         |
| بیضی                | {\displaystyle \pi ab\,\!}                                         | {\displaystyle a} و {\displaystyle b} دو شعاع بیضی هستند.                                                       |
| مساحت کل یک استوانه | {\displaystyle 2\pi r(r+h)\,\!}                                    | {\displaystyle r} و {\displaystyle h} به ترتیب شعاع و ارتفاع هستند.                                             |
| مساحت جانبی استوانه | {\displaystyle 2\pi rh\,\!}                                        | {\displaystyle r} و {\displaystyle h} به ترتیب شعاع و ارتفاع هستند.                                             |
| مساحت کل مخروط      | {\displaystyle \pi r(r+l)\,\!}                                     | {\displaystyle r} و {\displaystyle l} به ترتیب شعاع و مولد مخروط ({\displaystyle {\sqrt {r^{2}+h^{2}}}}) هستند. |
| مساحت جانبی مخروط   | {\displaystyle \pi rl\,\!}                                         | {\displaystyle r} و {\displaystyle l} به ترتیب شعاع و مولد مخروط ({\displaystyle {\sqrt {r^{2}+h^{2}}}}) هستند. |
| مساحت کل کره        | {\displaystyle 4\pi r^{2}\ {\text{or}}\ \pi d^{2}\,\!}             | {\displaystyle r} و {\displaystyle d} به ترتیب شعاع و قطر کره هستند.                                            |
| مساحت کل کره بیضوی  | {\displaystyle 4\pi abc}                                           | مانند کره a=شعاع b X=شعاع c Y=s=شعاع Z                                                                          |
| مساحت کل هرم        | {\displaystyle B+{\frac {PL}{2}}\,\!}                              | {\displaystyle B} مساحت قاعده، {\displaystyle P} محیط قاعده و {\displaystyle L} ارتفاع عمود بر آن هستند.        |